# Mozota
Mozota est une commune d’Espagne, dans la province de Saragosse, communauté autonome d'Aragon, Comarque de Saragosse.